# Coralliophila vertigo
Coralliophila vertigo is een slakkensoort uit de familie van de Muricidae. De wetenschappelijke naam van de soort is voor het eerst geldig gepubliceerd in 1986 door Kosuge.